# Simvastatina
La simvastatina o sinvastatina es un fármaco de la familia de las estatinas utilizado para disminuir los niveles de colesterol en sangre. Su importancia es grande, dada la trascendencia del colesterol como factor de riesgo cardiovascular.

## Historia
Se obtuvo sintéticamente a partir de un producto de la fermentación del Aspergillus terreus.[cita requerida] Previamente conocida como synvinolina o MK-733, ha sido reconocida desde 1986 por su capacidad para inhibir competitivamente la enzima HMG-CoA reductasa. Aprobada en Suecia en 1988, se introdujo en el mercado internacional con el nombre de simvastatin, llegando a países de habla hispana como «simvastatina»; aunque, por reglas ortográficas, la grafía correcta sería «sinvastatina».

## Descripción
La simvastatina es un polvo cristalino de color blanco, que es prácticamente insoluble en agua y soluble en cloroformo, metanol y etanol. Es realmente una lactona, y es su metabolito β-hidroxilado (β-hidroxiácido de simvastatina o simvastatina ácida) el que presenta actividad farmacológica.

## Farmacocinética

### Vías de administración (formas de uso)
Oral.

### Absorción
Se absorbe por vía oral, sin verse interferida esta absorción por los alimentos. Tras la administración de una dosis única se alcanza la concentración máxima plasmática a las dos horas.
En pacientes ancianos, los niveles de concentración máxima plasmática están elevados en un 45%, lo cual, si bien no tiene repercusión clínica en dosis habituales, sí que puede tener trascendencia con dosis cercanas a las máximas estudiadas (120 mg en dosis única). La administración de dosis múltiples no produce acumulación del producto, por lo que se recomienda en dosis única.

### Distribución
Tanto la simvastatina como su metabolito β-hidroxiácido se unen intensamente a las proteínas plasmáticas (aproximadamente el 95%). Cruza la barrera hematoencefálica, así como la placentaria, desconociéndose si aparece en la leche de madres lactantes que tomen el fármaco.

### Metabolismo y metabolitos
La simvastatina sufre un intenso efecto de primer paso hepático, por lo que la biodisponibilidad es baja (<5%). Los principales metabolitos activos de la simvastatina presentes en el plasma humano son el β-hidroxiácido de simvastatina y su 6'-hidroxi, 6'-hidroximetil, y 6'-exometileno derivados.
La simvastatina es un sustrato de CYP3A4, aunque parece que no actúa como inhibidor del mismo. Así pues, sus niveles plasmáticos pueden verse modificados por otros fármacos sustrato del CYP3A4, mientras que el efecto no va en sentido inverso. Esto es muy interesante a la hora de comprender algunas de sus interacciones.
La administración conjunta con gemfibrozilo aumenta los niveles máximos plasmáticos de simvastatina hasta en un 185%, mientras que la administración conjunta con fenofibrato no produjo modificaciones en los mismos.

### Excreción
El 13% de la dosis se excreta en la orina y el 60% en las heces.

## Farmacodinámica

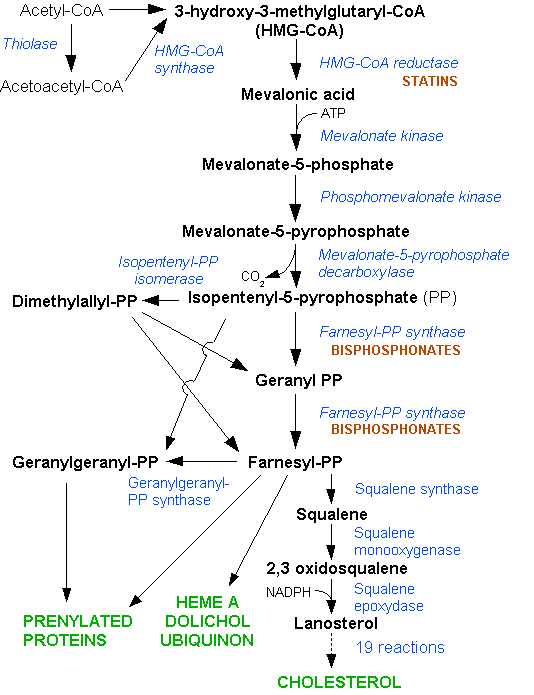
Vía de la HMG CoA reductasa.

### Mecanismo de acción
El β-hidroxiácido de simvastatina es un inhibidor de la 3-hidroxi-3-metilglutaril-coenzima A (HMG-CoA) reductasa. Esta enzima cataliza la conversión de la HMG-CoA a mevalonato, que es un metabolito clave en la biosíntesis de colesterol. En el esquema adjunto puede observarse el nivel de bloqueo de las estatinas así como de otras sustancias en la biosíntesis del colesterol.
La reacción concreta sería

En la que una molécula de HMG-CoA se reduce mediante la actuación de la HMG-CoA reductasa y la coenzima NADPH dando como resultado mevalonato y CoA. La inhibición de la enzima se realiza de forma competitiva, parcial y reversible.
El bloqueo de la síntesis hepática del colesterol produce una activación de las proteínas reguladoras SREBP (sterol regulatory elements-binding proteins), que activan la transcripción de proteínas y, por tanto, producen una mayor expresión del gen del receptor de LDL y un aumento en la cantidad de receptores funcionales en el hepatocito.

### Efectos
Como consecuencia de la inhibición de la HMG-CoA disminuyen los niveles de colesterol total y LDL, sustancias íntimamente relacionadas con la aterosclerosis y el aumento del riesgo cardiovascular. La apolipoproteína B también disminuye sustancialmente durante el tratamiento con simvastatina. Además, aumenta moderadamente el C-HDL y reduce los triglicéridos plasmáticos. Como resultado de estos cambios, el cociente entre colesterol total y colesterol HDL , así como el cociente entre colesterol LDL y colesterol HDL se reducen.
Estos efectos, así como su repercusión en la disminución del riesgo cardiovascular en general de las estatinas, han sido ampliamente estudiados mediante ensayos clínicos:
- Estudio WOSCOPS (West of Scotland Coronary Prevention Study), en 6695 pacientes varones y realizado con la pravastatina.
- Estudio AFCAPS (Air Force Coronary Atherosclerosis Prevention Study), con 6605 pacientes y realizado con lovastatina.
- Estudio de protección cardíaca (HPS por su acrónimo en inglés de Heart Protection Study), con 20.536 pacientes incluidos.
- Scandinavian Simvastatin Survival Study (4S), con 4.444 pacientes con cardiopatía coronaria e hipercolesterolemia.[6],[7]
- Lower Dose Simvastatine Comparative Study, con 230 pacientes,
- Upper Dose Simvastatine Comparative Study, con 1097 pacientes,
- Multi-Center Combined Hyperlipidemia Study, con 372 pacientes.

### Interacciones

#### Interacciones farmacodinámicas
Como ya se comentó anteriormente, tanto los fibratos como la niacina (ácido nicotínico) aumentan el riesgo de miopatía asociado a la simvastatina. Esto es especialmente importante en el caso del gemfibrozilo, el cual además interfiere con el metabolismo hepático a nivel del CYP3A4. Los estudios realizados con fenofibrato hacen pensar que esta asociación estaría libre de tal riesgo, no habiéndose realizado estudios con otros fibratos.

#### Interacciones farmacocinéticas
Una gran parte de las interacciones de la simvastatina, como del resto de las estatinas, vendrá determinada por el hecho de ser sustrato de la CYP3A4. Así, en relación con el metabolismo hepático nos podemos encontrar:
| Inhibidores. | Inhibidores. | Inductores. |
| Potentes - Antibióticos macrólidos: - Azitromicina. - eritromicina. - telitromicina. - claritromicina - Inhibidores de la proteasa: - Saquinavir - Indinavir - Ritonavir - Antifúngicos azólicos: - Ketoconazol - Itraconazol - Fluconazol - Nefazodona | Otros - Bergamotina (componente del zumo de pomelo) - Quercetin - Amiodarona - Aprepitan - Cimetidina - Ciprofloxacino - Ciclosporina - Diltiazem - Imatinib - Equinácea - Enoxacina - Ergotamina - Metronidazol - Mifepristona - Tofisopam - Gestodene - Mibefradil - Inhibidores de la transcriptasa inversa no nucleósidos: - Efavirenz - Nevirapina - Fluoxetina y otros IRSS - Verapamilo | - Fenobarbital - Carbamazepina - Fenitoína - Rifampicina - Modafinilo - Dexametasona - Felbamato - Glucocorticoides - Griseofulvina - Pioglitazona - Primidona - Topiramato - Troglitazona - Rifabutin |

## Uso clínico
La simvastatina es usada para el control de la hipercolesterolemia y en la prevención de la enfermedad cardiovascular.
Su uso parece disminuir la incidencia de enfermedad de Parkinson y de demencia, aunque los estudios en este campo son, todavía, incipientes.,
Igualmente algunos autores tienen en estudio la utilidad de la simvastatina para acortar la duración e intensidad del shock séptico alterando los niveles de la IL-6.
También se plantea su posible utilización en pacientes con osteoporosis, situación en la que parece que la simvastatina mejora la formación de nuevo hueso.

### Ensayos clínicos
Son cientos los estudios realizados sobre la simvastatina para corroborar su eficacia tanto en la prevención primaria como secundaria de la enfermedad cardiovascular, o incluso para compararla con otros fármacos hipolipemiantes. Por su potencia estadística o la calidad del diseño, podemos destacar:
- Estudio 4S (Scandinavian Simvastatin Survival Study), con 4.444 pacientes con cardiopatía coronaria e hipercolesterolemia. En donde se demuestra la eficacia de la simvastatina disminuyendo los niveles de colesterol LDL y en la prevención secundaria de la enfermedad cardiovascular.[6],[7]
- Estudio de protección cardíaca o HPS (Heart Protection Study), con 20.536 pacientes y estudio de la simvastatina a dosis de 40 mg/día en 5963 de ellos, en los que redujo el riesgo de enfermedad coronaria y de acontecimientos cardiovasculares totales tanto en los diabéticos con antecedentes de enfermedad coronaria como en los que no tenían el antecedente.[13]
- Estudio CHESS (Comparative HDL Efficacy and Safety Study), realizado sobre 917 pacientes, comparando la simvastatina con la atorvastatina a altas dosis. En este estudio parecen hallarse mejores resultados en cuanto al aumento de los niveles de colesterol HDL con la simvastatina que con la atorvastatina, con menos reacciones adversas y un mejor balance económico a favor de la primera.[14]
- Estudio 3T (Treat-To-Target Study), con 1087 pacientes con enfermedad cardiovascular y dislipemia, tratados con atorvastatina o simvastatina.[15]
- Estudio SCAT (Simvastatin/Enalapril Coronary Atherosclerosis Trial).
- Estudio SEARCH (the Study of the Effectiveness of Additional Reductions in Cholesterol and Homocysteine tests), comparando dosis bajas y altas de simvastatina.
- Estudio IDEAL (the Incremental Decrease in Endpoints through Aggressive Lipid Lowering trial), comparando atorvastatina y simvastatina en 8888 pacientes mayores de 80 años.[16]
- Estudio SAFARI.[17]

### Indicaciones
- Hipercolesterolemia.
  - Hipercolesterolemia primaria o dislipidemia mixta.
  - Hipercolesterolemia familiar homozigota.
- Prevención cardiovascular.
  - Reducción de la morbimortalidad cardiovascular en pacientes con enfermedad cardiovascular aterosclerótica manifiesta.
  - Reducción de la morbimortalidad cardiovascular en pacientes con diabetes mellitus, con niveles de colesterol normales o elevados.[18]
  - Tratamiento complementario a la corrección de otros factores de riesgo y otros tratamientos cardioprotectores.

### Efectos adversos
Para la valoración de las reacciones adversas (RAM) se tendrán en cuenta los criterios de la CIOSM.
| Reacciones adversas a Simvastatina               |              | |
| Sistema implicado.                               | Grupo CIOSM. | Tipo de reacción. |
| Trastornos de la sangre y del sistema linfático. | Raras.       | Anemia |
| Trastornos del sistema nervioso.                 | Raras        | Cefalea, parestesia, mareos, neuropatía periférica.                                                                            |
| Trastornos gastrointestinales.                   | Raras        | Estreñimiento, dolor abdominal, flatulencia, dispepsia, diarrea, náuseas, vómitos, pancreatitis, hepatitis, ictericia.         |
| Trastornos de la piel y tejido subcutáneo.       | Raras        | Erupción cutánea, prurito, alopecia.                                                                                           |
| Trastornos musculoesqueléticos.                  | Raras.       | Miopatía, rabdomiólisis, mialgia, calambres musculares.                                                                        |
| Pruebas complementarias.                         | Raras.       | Aumentos de las transaminasas séricas, aumentos de la fosfatasa alcalina, aumento de los niveles séricos de la creatinquinasa. |

### Contraindicaciones
Serán contraindicaciones absolutas:
- Hipersensibilidad a simvastatina o a cualquiera de los excipientes.
- Hepatopatía activa o elevaciones persistentes e inexplicables de las transaminasas séricas.
- Embarazo y lactancia.
- Administración concomitante de inhibidores potentes de la CYP3A4 (itraconazol, ketoconazol, inhibidores de la proteasa del HIV, eritromicina, claritromicina, telitromicina y nefazodona).

Serán contraindicaciones relativas (se puede tomar pero será necesario un especial control médico):
- Ancianos (edad > 70 años).
- Insuficiencia renal.
- Hipotiroidismo.
- Antecedentes personales o familiares de trastornos musculares hereditarios.
- Antecedentes de toxicidad muscular con una estatina o un fibrato.
- Alcoholismo.
- Administración concomitante de inhibidores débiles de la CYP3A4.

### Presentaciones
Comprimidos de 10, 20, 40 y 80 mg.
Entre los excipientes habituales para este producto nos podemos encontrar:
- Ácido ascórbico. (E300)
- Hidroxibutilanisol.(E320)
- Celulosa microcristalina. (E460 I)
- Dióxido de titanio. (E171)
- Estearato de magnesio. (E470 B)
- Hidroxipropilcelulosa. (E463)
- Hipromelosa.
- Talco.
- Ácido cítrico monohidrato. (E330)
- Almidón de maíz pregelatinizado.
- Lactosa monohidrato (lactosa anhidra).
- Óxido de hierro rojo. (E172)
- Óxido de hierro amarillo. (E172)
- Triacetato de glicerol.
- Crospovidona.